# Divisiones Regionales de la Región de Murcia 2011-12
Las divisiones regionales de fútbol son las categorías de competición futbolística de más bajo nivel en España, en las que participan deportistas amateur, no profesionales. En la Región de Murcia su administración corre a cargo de las Real Federación de Fútbol de la Región de Murcia. Inmediatamente por encima de estas categorías estaba la Tercera División española.
En la temporada 2011-2012 las divisiones regionales se dividen en Preferente Autonómica, Primera Autonómica y Segunda Autonómica. Los tres primeros clasificados de Preferente Autonómica ascendieron directamente al grupo XIII de Tercera División, aunque hubo dos ascensos más por compensación de plazas.

## Preferente Autonómica
La temporada 2011/12 de la Preferente Autonómica de la Región de Murcia comenzó el 28 de agosto de 2011 y terminó el 27 de mayo de 2012.

### Clasificación
|  |     | Equipos de fútbol       | PJ | G  | E  | P  | GF | GC | Dif | Pts |
|  | --- | ----------------------- | -- | -- | -- | -- | -- | -- | --- | --- |
|  | 1.  | CD Beniel               | 34 | 19 | 11 | 4  | 52 | 27 | +25 | 68  |
|  | 2.  | El Palmar CF            | 34 | 19 | 10 | 5  | 66 | 35 | +31 | 67  |
|  | 3.  | Huércal-Overa CF        | 34 | 20 | 6  | 8  | 77 | 44 | +33 | 66  |
|  | 4.  | CD Bullense             | 34 | 18 | 9  | 7  | 56 | 45 | +11 | 63  |
|  | 5.  | Olímpico de Totana      | 34 | 20 | 3  | 11 | 68 | 32 | +36 | 63  |
|  | 6.  | Muleño CF               | 34 | 17 | 6  | 11 | 49 | 57 | -8  | 57  |
|  | 7.  | FC Puente Tocinos       | 34 | 16 | 8  | 10 | 51 | 45 | +6  | 56  |
|  | 8.  | FC Pinatar              | 34 | 13 | 10 | 11 | 52 | 39 | +13 | 49  |
|  | 9.  | Ciudad de Cieza CF      | 34 | 14 | 6  | 14 | 52 | 60 | -8  | 48  |
|  | 10. | AD Ceutí Atlético       | 34 | 13 | 7  | 14 | 46 | 48 | -2  | 46  |
|  | 11. | Sporting Aguileño       | 34 | 12 | 9  | 13 | 44 | 48 | -4  | 45  |
|  | 12. | UD Los Garres           | 34 | 10 | 9  | 15 | 47 | 58 | -11 | 39  |
|  | 13. | Montecasillas FC        | 34 | 10 | 8  | 16 | 40 | 54 | -14 | 38  |
|  | 14. | UCAM AD Guadalupe       | 34 | 11 | 5  | 18 | 46 | 57 | -11 | 38  |
|  | 15. | CD Pozo Estrecho        | 34 | 11 | 5  | 18 | 38 | 65 | -27 | 38  |
|  | 16. | Jumilla Cuarto Distrito | 34 | 8  | 10 | 16 | 52 | 64 | -12 | 34  |
|  | 17. | Thader Murcia CF        | 34 | 4  | 7  | 23 | 35 | 61 | -26 | 19  |
|  | 18. | Mazarrón FC             | 34 | 4  | 5  | 25 | 29 | 89 | -60 | 17  |

Pts = Puntos; PJ = Partidos Jugados; G = Partidos Ganados; E = Partidos Empatados; P = Partidos Perdidos; GF = Goles Anotados; GC = Goles Recibidos; Dif = Diferencia de gol
|  | Asciende a Tercera División    |
|  | Desciende a Primera Autonómica |

## Primera Autonómica
La temporada 2011/12 de la Primera Autonómica de la Región de Murcia comenzó el 25 de septiembre de 2011 y terminó el 27 de mayo de 2012.

### Clasificación
|  |     | Equipos de fútbol         | PJ | G  | E  | P  | GF | GC | Dif | Pts |
|  | --- | ------------------------- | -- | -- | -- | -- | -- | -- | --- | --- |
|  | 1.  | PM Caravaca CF            | 30 | 20 | 7  | 3  | 83 | 31 | +52 | 67  |
|  | 2.  | Ciudad de Calasparra CF   | 30 | 20 | 5  | 5  | 60 | 29 | +31 | 65  |
|  | 3.  | EF Alhama                 | 30 | 18 | 7  | 5  | 80 | 21 | +59 | 61  |
|  | 4.  | Balsicas Atlético         | 30 | 18 | 5  | 7  | 74 | 54 | +20 | 59  |
|  | 5.  | EDMF Churra               | 30 | 13 | 5  | 12 | 56 | 56 | 0   | 44  |
|  | 6.  | Moratalla AD              | 30 | 12 | 5  | 13 | 55 | 52 | +3  | 41  |
|  | 7.  | ED Javalí Viejo - La Ñora | 30 | 10 | 9  | 11 | 65 | 53 | +12 | 39  |
|  | 8.  | CD Alberca                | 30 | 10 | 9  | 11 | 54 | 53 | +1  | 39  |
|  | 9.  | Atlético Pulpileño "B"    | 30 | 11 | 4  | 15 | 41 | 51 | -10 | 37  |
|  | 10. | CF Molina "B"             | 30 | 9  | 10 | 11 | 46 | 55 | -9  | 37  |
|  | 11. | CD Lumbreras              | 30 | 10 | 6  | 14 | 41 | 60 | -19 | 36  |
|  | 12. | EMF Fuente Álamo          | 30 | 10 | 5  | 15 | 45 | 58 | -13 | 35  |
|  | 13. | La Unión CF               | 30 | 9  | 8  | 13 | 46 | 60 | -14 | 35  |
|  | 14. | AD Santiago el Mayor      | 30 | 7  | 5  | 18 | 32 | 68 | -36 | 26  |
|  | 15. | UD Zarcilla               | 30 | 7  | 4  | 19 | 24 | 62 | -38 | 25  |
|  | 16. | CD Plus Ultra "B"         | 30 | 6  | 6  | 18 | 32 | 70 | -38 | 24  |

Pts = Puntos; PJ = Partidos Jugados; G = Partidos Ganados; E = Partidos Empatados; P = Partidos Perdidos; GF = Goles Anotados; GC = Goles Recibidos; Dif = Diferencia de gol
|  | Asciende a Preferente Autonómica |
|  | Desciende a Segunda Autonómica   |

## Segunda Autonómica
La temporada 2011/12 de la Segunda Autonómica de la Región de Murcia comenzó el 25 de septiembre de 2011 y terminó el 29 de abril de 2012.

### Clasificación Grupo I
|  |     | Equipos de fútbol        | PJ | G  | E | P  | GF | GC | Dif | Pts |
|  | --- | ------------------------ | -- | -- | - | -- | -- | -- | --- | --- |
|  | 1.  | CD Algar                 | 21 | 18 | 2 | 1  | 95 | 18 | +77 | 56  |
|  | 2.  | Olímpico de Totana "B"   | 21 | 13 | 2 | 6  | 60 | 30 | +30 | 41  |
|  | 3.  | AD Soho CF               | 21 | 12 | 3 | 6  | 55 | 28 | +27 | 39  |
|  | 4.  | Lorca Atlético "B"       | 21 | 12 | 3 | 6  | 41 | 27 | +14 | 39  |
|  | 5.  | El Palmar CF "B"         | 21 | 11 | 4 | 6  | 45 | 32 | +13 | 37  |
|  | 6.  | EF Vistalegre-Los Mateos | 21 | 10 | 2 | 9  | 43 | 63 | -20 | 29  |
|  | 7.  | Mar Menor CF "B"         | 21 | 7  | 3 | 11 | 44 | 46 | -2  | 24  |
|  | 8.  | UD Los Garres "B"        | 21 | 7  | 2 | 12 | 31 | 56 | -25 | 23  |
|  | 9.  | AD Palmeral              | 21 | 6  | 3 | 12 | 40 | 49 | -9  | 21  |
|  | 10. | AD Sucina                | 21 | 4  | 3 | 14 | 27 | 69 | -42 | 15  |
|  | 11. | Atlético Corvera         | 21 | 2  | 4 | 15 | 18 | 70 | -52 | 10  |
|  | 12. | América CF               | 11 | 2  | 3 | 6  | 16 | 27 | -11 | 9   |
|  | 13. | Algarrobo CF             | 0  | 0  | 0 | 0  | 0  | 0  | 0   | 0   |

Pts = Puntos; PJ = Partidos Jugados; G = Partidos Ganados; E = Partidos Empatados; P = Partidos Perdidos; GF = Goles Anotados; GC = Goles Recibidos; Dif = Diferencia de gol
|  | Asciende a Primera Autonómica                                |
|  | Retirado de la competición durante el transcurso de la misma |

### Clasificación Grupo II
|  |     | Equipos de fútbol      | PJ | G  | E | P  | GF | GC | Dif | Pts |
|  | --- | ---------------------- | -- | -- | - | -- | -- | -- | --- | --- |
|  | 1.  | CAP Ciudad de Murcia   | 26 | 22 | 0 | 4  | 86 | 27 | +59 | 66  |
|  | 2.  | EFB Alquerías          | 26 | 19 | 2 | 5  | 93 | 34 | +59 | 59  |
|  | 3.  | CD Cieza "B"           | 26 | 17 | 4 | 5  | 84 | 38 | +46 | 55  |
|  | 4.  | Atlético Lorquí        | 26 | 15 | 4 | 7  | 56 | 34 | +22 | 49  |
|  | 5.  | Club Edeco Fortuna "B" | 26 | 14 | 4 | 8  | 60 | 39 | +21 | 46  |
|  | 6.  | Beniaján CF            | 26 | 13 | 3 | 10 | 54 | 43 | +11 | 42  |
|  | 7.  | Jumilla Bayma          | 26 | 13 | 3 | 10 | 46 | 45 | +1  | 42  |
|  | 8.  | CD Javalí Nuevo        | 26 | 12 | 3 | 11 | 48 | 46 | +2  | 39  |
|  | 9.  | La Raya CF             | 26 | 10 | 4 | 12 | 47 | 70 | -23 | 34  |
|  | 10. | Atlético La Flota      | 26 | 8  | 0 | 18 | 42 | 88 | -46 | 24  |
|  | 11. | AD Pliego              | 26 | 5  | 4 | 17 | 40 | 70 | -30 | 19  |
|  | 12. | CDA Ciudad de Cehegín  | 26 | 5  | 4 | 17 | 26 | 58 | -32 | 19  |
|  | 13. | Albudeite CF           | 26 | 5  | 1 | 20 | 26 | 67 | -41 | 16  |
|  | 14. | CD Villanueva At.      | 26 | 4  | 4 | 18 | 28 | 87 | -59 | 16  |

Pts = Puntos; PJ = Partidos Jugados; G = Partidos Ganados; E = Partidos Empatados; P = Partidos Perdidos; GF = Goles Anotados; GC = Goles Recibidos; Dif = Diferencia de gol
|  | Asciende a Primera Autonómica |